# Jean-Baptiste van Helmont
Jean-Baptiste van Helmont (12. leden 1580 – 30. prosinec 1644) byl vlámský chemik, fyziolog a lékař. Bývá považován za zakladatele odvětví chemie, které se zabývalo studiem plynů (jejich fyzikálních vlastností a chemických reakcí).
Napsal, že když vypěstoval v květináči vrbu z výhonků, změnila se nepatrně hmotnost zeminy. I přesto, že v této době ještě neexistoval zákon zachování hmoty, usoudil, že hmotnost rostliny se zvětšila o vodu, kterou přijala. Tímto poznatkem přispěl k objasnění výchozích látek pro fotosyntézu.
Byl přímým zastáncem Paracelsa, jeho metod a názorů, především iatrochemie, jejímž úkolem bylo vyrábět léky a ulevovat trpícím. Studoval lékařství v Lovani, studium dokončil v roce 1599. Zaměřil se na chirurgii, v níž vynikl tak dalece, že mu již v sedmnácti letech byly svěřeny přednášky, na univerzitě však nezůstal. Roku 1609 se natrvalo usadil ve Vilvorde u Bruselu. Do lékařství vnesl Helmont novinku - princip šetření sil nemocného v boji s nemocí a požadavek co nejohleduplnějšího ošetření, tedy postupy zcela opačně, než jaké byly dosud prováděny, totiž vyhánění choroby krutými, drastickými zákroky. Jako první objevil existenci žaludečních šťáv a kyselin v nich. Své lékařské zkušenosti shrnul v díle Počátek lékařství, sepsaném roku 1621. Sebrané spisy vydal pod názvem Ortus Medicinae jeho syn v Amsterdamu roku 1648.